# Juan Filópono
Juan Filópono (490-566), llamado "el Laborioso" (ho Philóponos), también Juan Filopón o Juan el Gramático, fue un teólogo cristiano bizantino. Los árabes le llamaron Yaḥyā al-Naḥwī, que nuevamente no es más que Juan el Gramático, en su lengua.  Estudió también filosofía, física, astronomía, aritmética y geografía. El sistema de creencias del cristianismo temprano moldeó principalmente sus métodos de investigación.

## Biografía
Estudió en la Escuela de Alejandría con el filósofo Amonio de Hermia, seguidor de la Escuela aristotélica, y fue contemporáneo de Justiniano I el Grande.
Fue autor de comentarios sobre algunas de las obras de Aristóteles, por los que se le llega a considerar el primer comentarista cristiano importante de su obra, y sus aportes sobre la teoría del ímpetu fueron muy populares en su tiempo y en la Edad Media a raíz de las traducciones que hiciera de él Jean Buridan. Sus teorías teológicas son adscribibles al monofisismo.
Al ser fuertemente criticado por otros pensadores de su época termina por dedicarse completamente a la teología. Uno de sus postulados más conocidos fue el proponer que la Trinidad no consiste en un solo dios sino en tres por separado.
Su rompimiento con la tradición neoplatónica, al cuestionar su metodología, tiene la consecuencia de haber guiado el camino hacia el empirismo en las ciencias. Polemizó con los filósofos paganos respecto a asuntos como la naturaleza del cielo, cuestionando que este fuera divino e imperecedero y sosteniendo, en cambio, que los elementos celestes eran de índole material y perecedera. También se enfrentó a los sectores más intransigentes del cristianismo, probando la esfericidad de la Tierra y argumentando como causa de los terremotos la existencia de vapores terráqueos. Eventualmente sería de gran influencia en científicos posteriores, incluso del Renacimiento, tales como Galileo.

## Obras
Como comentarista de Aristóteles se le atribuyen: 1.- Comentarios a los "Analíticos primeros". 2.- Comentarios a los "Analíticos segundos". 3.- ¿Comentarios a las "Categorías"? 3.- Comentarios al "Sobre el alma". 4.- ¿Comentarios al "Sobre la generación de los animales"? 5.- Comentarios al "Sobre la generación y corrupción". 6.- Comentarios a la "Meteorología". 7.- Comentarios a la "Física".
Fuera de la crítica aristotélica, también se le atribuyen "Sobre la eternidad del mundo", "Tonos de las órdenes", "Sobre los dialectos", "Sobre la resurrección", "Hexamerón", "Contra el cuarto santo concilio ecuménico", "Contra la doctrina divinamente inspirada de la santa y consustancial Trinidad" y "Sobre las estatuas".